# Alcona County
Alcona County is een county in de Amerikaanse staat Michigan.
De county heeft een landoppervlakte van 1747 km² en telt 11.719 inwoners (volkstelling 2000). De hoofdplaats is Harrisville.